# Nicolae-Șerban Tanașoca
Nicolae-Șerban Tanașoca (n. 3 octombrie 1941, București – d. 7 aprilie 2017, București) a fost un filolog și istoric român, specialist în filologie clasică, în studiul civilizației bizantine și al culturilor din Balcani.

## Biografie

### Familie, educație
S-a născut într-o familie de aromâni.O ramură a familiei sale, originară din Peninsula Balcanică, a fost întemeiată de un unchi stabilit, la începutul secolului al XX-lea, în Statele Unite ale Americii.
A studiat filologia clasică la Universitatea din București, luându-și licența în 1964 , iar doctoratul în  1979. A fost profesor la Universitatea Națională de Arte din București și director al Institutului de Studii Sud-Est Europene al Academiei Române.
A murit la 7 aprilie 2017, în București, la vârsta de 75 de ani.
După slujba funerară la biserica ortodoxă Pitar Moș, a fost înmormântat la Cimitirul Bellu.

### Operă
Între lucrările sale se pot menționa o antologie comentată  de studii asupra literaturii bizantine, traduceri din literatura elină (Platon), bizantină (Diaconul Agapet, Vasile I Macedoneanul) și neogreacă, lucrări consacrate istoriei aromânilor, etc.
S-a  interesat, de asemenea, de istoria modernă a României - a editat amintiri și discursuri ale lui Take Ionescu, a editat împreună  cu Sanda Tătărescu-Negropontes Mărturii pentru istorie din moștenirea scrisă a lui Gheorghe Tătărescu. Tanașoca se numără printre intelectualii de frunte care au sprijinit ideea restaurării în România a sistemului monarhic constituțional sub  dinastia Hohenzollern.

## Premii și onoruri
- 11 decembrie 2008 - A fost decorat de regele Mihai I cu Crucea Casei Regale din România

## Lucrări publicate (selectiv)
- Literatura Bizanțului (coordonator), București, Editura Univers, 1971
- Fontes Historiae Daco-Romanae, III, Scriptores Byzantini saec. XI-XIV (împreună cu Al. Elian), Editura Academiei, București, 1975
- Balcanologi și bizantiniști români, Editura Fundației Pro, București, 2002
- Bizanțul și românii (eseuri, studii, articole), Editura Fundației Pro, București, 2003
- Unitate romanică și diversitate balcanică. Contribuții la istoria romanității balcanice (împreună cu Anca Tanașoca), Editura Fundației Pro, București, 2004